# العلاقات الغانية الكينية
العلاقات الغانية الكينية هي العلاقات الثنائية التي تجمع بين غانا وكينيا.

## مقارنة بين البلدين
هذه مقارنة عامة ومرجعية للدولتين:
| وجه المقارنة                                              | غانا         | كينيا                         |
| --------------------------------------------------------- | ------------ | ----------------------------- |
| المساحة (كم2)                                             | 238.53 ألف   | 581.31 ألف                    |
| عدد السكان (نسمة)                                         | 26.91 مليون  | 48.47 مليون                   |
| الكثافة السكانية (ن./كم²)                                 | 112.82       | 83.38                         |
| العاصمة                                                   | أكرا         | نيروبي                        |
| اللغة الرسمية                                             | لغة إنجليزية | اللغة السواحلية، لغة إنجليزية |
| العملة                                                    | سيدي غاني    | شيلينغ كيني                   |
| الناتج المحلي الإجمالي (بليون دولار)                      | 47.33 مليار  | 74.94 مليار                   |
| الناتج المحلي الإجمالي (تعادل القوة الشرائية) بليون دولار | 115.41 مليار | 142.24 مليار                  |
| الناتج المحلي الإجمالي الاسمي للفرد دولار أمريكي          | 1.37 ألف     | 1.38 ألف                      |
| الناتج المحلي الإجمالي للفرد دولار أمريكي                 | 4.08 ألف     | 2.95 ألف                      |
| مؤشر التنمية البشرية                                      | 0.579        | 0.548                         |
| رمز المكالمات الدولي                                      | +233         | +254                          |
| رمز الإنترنت                                              | .gh          | .ke                           |
| المنطقة الزمنية                                           | 00           | ت ع م+03:00                   |

## منظمات دولية مشتركة
يشترك البلدان في عضوية مجموعة من المنظمات الدولية، منها:
| علم المنظمة | اسم المنظمة                                                | تاريخ انضمام غانا | تاريخ انضمام كينيا |
| ----------- | ---------------------------------------------------------- | ----------------- | ------------------ |
|             | وكالة ضمان الاستثمار متعدد الأطراف                         | 29 أبريل 1988     | 28 نوفمبر 1988     |
|             | الأمم المتحدة                                              | 8 مارس 1957       | 16 ديسمبر 1963     |
|             | العملية المشتركة للاتحاد الأفريقي والأمم المتحدة في دارفور | ?                 | ?                  |
|             | دول الكومنولث                                              | ?                 | 12 ديسمبر 1963     |
|             | الفريق المعني برصد الأرض                                   | ?                 | ?                  |
|             | منظمة حظر الأسلحة الكيميائية                               | ?                 | ?                  |
|             | منظمة التجارة العالمية                                     | ?                 | 1995               |
|             | منظمة الشرطة الجنائية الدولية                              | ?                 | ?                  |
|             | الاتحاد الأفريقي                                           | ?                 | 13 ديسمبر 1963     |
|             | البنك الإفريقي للتنمية                                     | ?                 | ?                  |
|             | مؤسسة التنمية الدولية                                      | 29 ديسمبر 1960    | 3 فبراير 1964      |
|             | يونسكو                                                     | 11 أبريل 1958     | 7 أبريل 1964       |
|             | مجموعة دول أفريقيا والكاريبي والمحيط الهادئ                | ?                 | ?                  |
|             | الاتحاد البريدي العالمي                                    | ?                 | ?                  |
|             | البنك الدولي للإنشاء والتعمير                              | 20 سبتمبر 1957    | 3 فبراير 1964      |
|             | الاتحاد الدولي للاتصالات                                   | 17 مايو 1957      | 11 أبريل 1964      |
|             | مؤسسة التمويل الدولية                                      | 3 أبريل 1958      | 3 فبراير 1964      |
|             | المركز الدولي لتسوية المنازعات الاستشارية                  | 14 أكتوبر 1966    | 2 فبراير 1967      |

## وصلات خارجية
- موقع وزارة الخارجية الغانية
- موقع وزارة الخارجية الكينية